# Trofeo Laigueglia 2021
La 58.ª edición de la clásica ciclista Trofeo Laigueglia fue una carrera en Italia que se celebró el 3 de marzo de 2021 sobre un recorrido de 202 kilómetros con inicio y final en la ciudad de Laigueglia.
La carrera formó parte del UCI ProSeries 2021, calendario ciclístico mundial de segunda división, dentro de la categoría UCI 1.Pro y fue ganada por el neerlandés Bauke Mollema del Trek-Segafredo. Completaron el podio, como segundo y tercer clasificado respectivamente, el colombiano Egan Bernal del INEOS Grenadiers y el belga Mauri Vansevenant del Deceuninck-Quick Step.

## Equipos participantes
Tomaron parte en la carrera 25 equipos: 10 de categoría UCI WorldTeam, 9 de categoría UCI ProTeam y 6 de categoría Continental. Formaron así un pelotón de 173 ciclistas de los que acabaron 82. Los equipos participantes fueron:
| WorldTeams (10)- Trek-Segafredo - Groupama-FDJ - Bahrain Victorious - AG2R Citroën Team - Movistar Team - Astana-Premier Tech - Cofidis - Intermarché-Wanty-Gobert Matériaux - Ineos Grenadiers - Deceuninck-Quick Step ProTeams (9)- Arkéa-Samsic - Gazprom-RusVelo - Androni Giocattoli-Sidermec - Team Novo Nordisk - Eolo-Kometa - Vini Zabù - Euskaltel-Euskadi - Bardiani CSF Faizanè - Delko Equipos continentales (6)- Work Service-Marchiol-Dynatek - Mg.k Vis VPM - General Store Essegibi F.lli Curia - Beltrami TSA-Tre Colli - Team Colpack-Ballan - Giotti Victoria-Savini Due |
| |

## Clasificación final
- Las clasificaciones finalizaron de la siguiente forma:[3]

| \| Clasificación general \| Clasificación general \| Clasificación general \| Clasificación general \| Clasificación general \| \| Ciclista \| Ciclista \| Equipo \| Tiempo \| \| \| --------------------- \| --------------------- \| ---------------------------------- \| --------------------- \| --------------------- \| \| 1.º \| Bauke Mollema \| Trek-Segafredo \| 4 h 57 min 05 s \| \| \| 2.º \| Egan Bernal \| Ineos Grenadiers \| + 39 s \| \| \| 3.º \| Mauri Vansevenant \| Deceuninck-Quick Step \| + 39 s \| \| \| 4.º \| Clément Champoussin \| AG2R Citroën Team \| + 39 s \| \| \| 5.º \| Giulio Ciccone \| Trek-Segafredo \| + 39 s \| \| \| 6.º \| Mikel Landa \| Bahrain Victorious \| + 39 s \| \| \| 7.º \| James Knox \| Deceuninck-Quick Step \| + 57 s \| \| \| 8.º \| Andrea Vendrame \| AG2R Citroën Team \| + 1 min 01 s \| \| \| 9.º \| Biniam Girmay \| Delko \| + 1 min 01 s \| \| \| 10.º \| Lorenzo Rota \| Intermarché-Wanty-Gobert Matériaux \| + 1 min 01 s \| \| |                     |                                    |                 |
| |                     |                                    |                 |
| Fuente: ProCyclingStats |                     |                                    |                 |
| Clasificación general |                     |                                    |                 |
| Ciclista | Ciclista            | Equipo                             | Tiempo          |
| 1.º | Bauke Mollema       | Trek-Segafredo                     | 4 h 57 min 05 s |
| 2.º | Egan Bernal         | Ineos Grenadiers                   | + 39 s          |
| 3.º | Mauri Vansevenant   | Deceuninck-Quick Step              | + 39 s          |
| 4.º | Clément Champoussin | AG2R Citroën Team                  | + 39 s          |
| 5.º | Giulio Ciccone      | Trek-Segafredo                     | + 39 s          |
| 6.º | Mikel Landa         | Bahrain Victorious                 | + 39 s          |
| 7.º | James Knox          | Deceuninck-Quick Step              | + 57 s          |
| 8.º | Andrea Vendrame     | AG2R Citroën Team                  | + 1 min 01 s    |
| 9.º | Biniam Girmay       | Delko                              | + 1 min 01 s    |
| 10.º | Lorenzo Rota        | Intermarché-Wanty-Gobert Matériaux | + 1 min 01 s    |

## UCI World Ranking
El Trofeo Laigueglia otorgó puntos para el UCI World Ranking para corredores de los equipos en las categorías UCI WorldTeam, UCI ProTeam y Continental. Las siguientes tablas son el baremo de puntuación y los 10 corredores que obtuvieron más puntos:
| Posición              | 1.º | 2.º | 3.º | 4.º | 5.º | 6.º | 7.º | 8.º | 9.º | 10.º | 11.º | 12.º | 13.º | 14.º | 15.º | 16.º-30.º | 31.º-40.º |
| Clasificación general | 200 | 150 | 125 | 100 | 85  | 70  | 60  | 50  | 40  | 35   | 30   | 25   | 20   | 15   | 10   | 5         | 3         |

| Clasificación |                     |                                    |         |
| Posición      | Ciclista            | Equipo                             | General |
| ------------- | ------------------- | ---------------------------------- | ------- |
| 1.º           | Bauke Mollema       | Trek-Segafredo                     | 200     |
| 2.º           | Egan Bernal         | INEOS Grenadiers                   | 150     |
| 3.º           | Mauri Vansevenant   | Deceuninck-Quick Step              | 125     |
| 4.º           | Clément Champoussin | AG2R Citroën                       | 100     |
| 5.º           | Giulio Ciccone      | Trek-Segafredo                     | 85      |
| 6.º           | Mikel Landa         | Bahrain Victorious                 | 70      |
| 7.º           | James Knox          | Deceuninck-Quick Step              | 60      |
| 8.º           | Andrea Vendrame     | AG2R Citroën                       | 50      |
| 9.º           | Biniam Girmay       | Delko                              | 40      |
| 10.º          | Lorenzo Rota        | Intermarché-Wanty-Gobert Matériaux | 35      |